# ハチビキ科
ハチビキ科（Emmelichthyidae）は、スズキ目またはニザダイ目に所属する魚類の分類群の一つ。3属からなり、ハチビキ・ロウソクチビキなど底生性の海水魚を中心におよそ17種が含まれる。

## 分布
ハチビキ科の魚類はインド洋・太平洋南西部・東部大西洋・カリブ海など、熱帯から温帯にかけての温暖な海に分布する。海底近くを遊泳する底生魚で、成魚は一般に水深100-400mの深みで生活する。

## 形態
ハチビキ科の仲間はやや左右に側扁した紡錘形の体型をしており、体長は最大で50cmほどになる。体色は赤みがかったものが多い。顎を大きく突き出すことができるが、ほとんどの種類は顎の歯を欠く。主上顎骨は後方に拡張し、口を閉じたときに前眼窩骨に覆われない。上主上顎骨は顕著に発達する。吻の軟骨は大きい。
背鰭の形態は属によって異なり、基部に達する大きな切れ込みをもつハチビキ属、やや小さな切れ込みの Plagiogeneion 属、独立した数本の棘条を介して明瞭に2つの部分に分かれるロウソクチビキ属などさまざま。背鰭の棘条は11-14本、軟条は9-12本で、臀鰭は3棘9-11軟条。尾鰭は二又に分かれ、ハサミのような独特な形状をとる。鰓条骨・椎骨はそれぞれ7個・24個。

## 分類
Nelson（2016）では3属17種が認められている。本項ではFishBaseで認められている3属19種についてリストする。
- ハチビキ属 Erythrocles
  - Erythrocles acarina

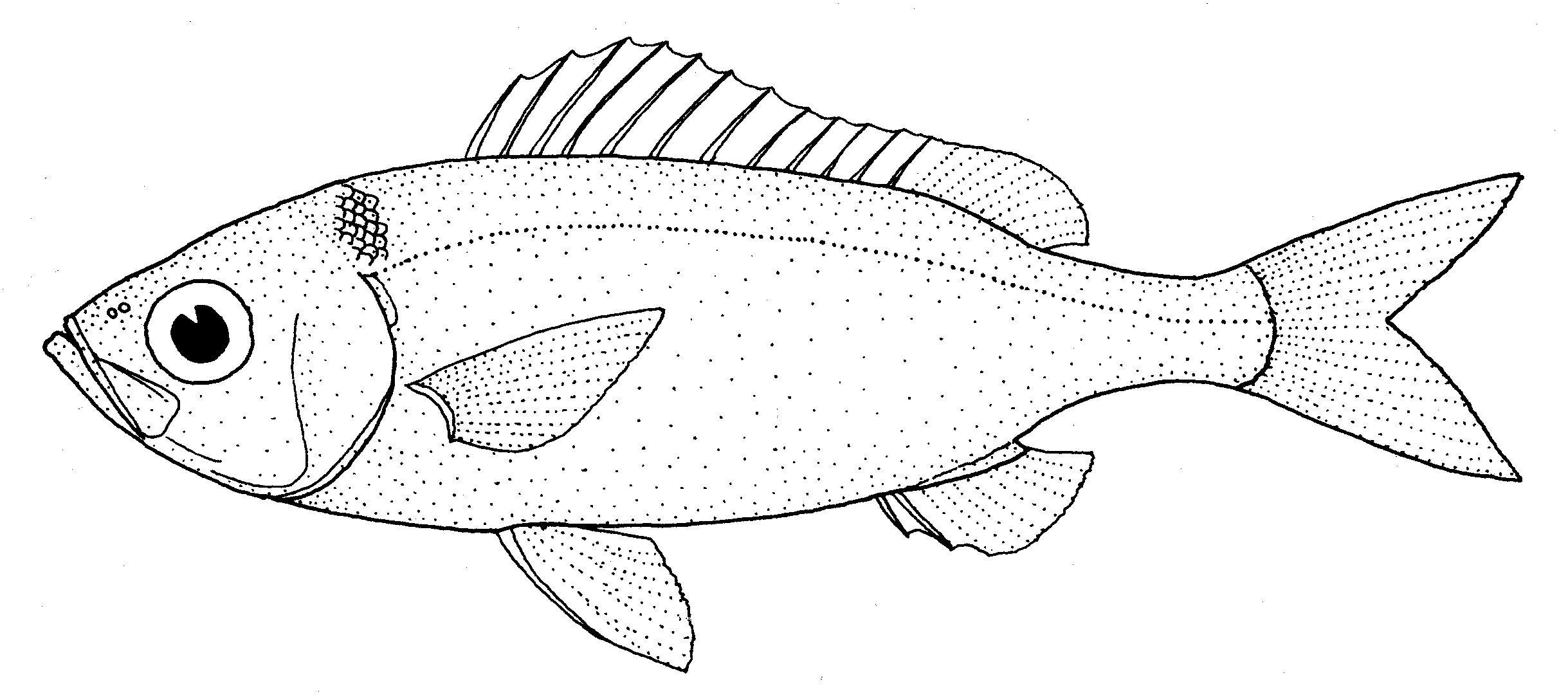
ナンヨウハチビキ（Plagiogeneion rubiginosum）。本属の背鰭はやや小さなくぼみをもつのみで、前後に分離はしない

  - ハチビキ Erythrocles schlegelii
  - ハワイチビキ Erythrocles scintillarns
  - ヒチビキ Erythrocles microceps
  - Erythrocles monodi
  - Erythrocles taeniatus
- ロウソクチビキ属 Emmelichthys
  - フンボルトハチビキ Emmelichthys cyanescens
  - Emmelichthys elongatus
  - トゲナシチビキ Emmelichthys karnellai
  - Emmelichthys marisrubri
  - ホソチビキ Emmelichthys nitidus
  - Emmelichthys papillatus
  - Emmelichthys ruber
  - ロウソクチビキ Emmelichthys struhsakeri
- ナンヨウハチビキ属 Plagiogeneion
  - Plagiogeneion fiolenti
  - Plagiogeneion geminatum
  - Plagiogeneion macrolepis
  - ナンヨウハチビキ Plagiogeneion rubiginosum
  - Plagiogeneion unispina